# Rogas fritschii
Rogas fritschii är en stekelart som först beskrevs av Charles Thomas Brues 1933.  Rogas fritschii ingår i släktet Rogas och familjen bracksteklar. Inga underarter finns listade i Catalogue of Life.